# South Euclid, Ohio
South Euclid là một thành phố thuộc quận Cuyahoga, tiểu bang Ohio, Hoa Kỳ. Năm 2010, dân số của thành phố này là 22295 người.

## Dân số
- Dân số năm 2000: 23537 người.
- Dân số năm 2010: 22295 người.